# Porraubach
Der Porraubach ist ein linker Zubringer zum Göllersbach nahe Schloss Schönborn in der Marktgemeinde Göllersdorf im Bezirk Hollabrunn in Niederösterreich.
Der Porraubach entspringt im Ortsgebiet von Porrau und fließt nach Süden in Richtung Bergau ab, wo er den Gfletzgraben als seinen rechten Zufluss aufnimmt. Dieser entspringt südlich des Geierberges (360 m ü. A.) beim Jagdhaus Gfletz. Nach dem Durchfluss durch Bergau und der Aufnahme weiterer, kleinerer Zuflüsse mündet er schließlich innerhalb des Golfplatzes Schloss Schönborn südöstlich von Viendorf in den Göllersbach. Sein Einzugsgebiet umfasst 24,7 km² in großteils offener Landschaft.